# Rima de Vallbona
Rima de Vallbona, pseudónimo de Rima Gretchen Rothe Strasburger (n. 15 de marzo de 1931, San José), es una escritora costarricense radicada en Estados Unidos. Adoptó dicho apellido luego de contraer matrimonio con el reconocido doctor español Carles Vallbona  i Calbó (1927 - 2015), en 1956.

## Biografía
Rima de Vallbona nació en San José, hija de Fernando Rothe Cornejo y Emilia Strasburger Mathes, ambos de ascendencia alemana. 
Esta escritora se graduó de licenciada en Filosofía y Letras por la Universidad de Costa Rica. Tiempo después recibió el diploma de “Profesora de Francés en el Extranjero” de La Sorbona en Francia, así como el “Diploma en Filología Hispánica” de la Universidad de Salamanca, España.
En 1956 y a sus 25 años se casó con el doctor catalán Carles Vallbona y ambos decidieron establecerse permanentemente en los Estados Unidos. En ese país recibió el Doctorado en Lenguas Modernas en Middlebury College (Vermont). A partir de 1964 se integró al claustro de profesores de la Universidad de St. Thomas en Houston, Texas. 
Desde 1966 hasta 1971 fue directora del Departamento de Español de dicha Universidad, así como directora del Departamento de Lenguas Modernas entre los años 1978-81. Se convirtió en Catedrática de Español de la Fundación Cullen en 1989, y en 1995 recibió el título de Catedrática Emérita.
En 1997 obtuvo la nacionalidad estadounidense, luego de vivir más de 30 años en Houston.

## Obra

### Relacionada con su carrera académica
- Yolanda Oreamuno, 1971
- La obra en prosa de Eunice Odio, 1981
- Vida i sucesos de la Monja Alférez (edición crítica,1992)
- La narrativa de Yolanda Oreamuno, 1996

Yo por???
Los males venideros

### Propia
- Una estrella efímera (cuento) año:???
- Noche en vela (novela), 1968
- Polvo del camino (relatos), 1971
- La salamandra rosada (cuentos y viñetas infantiles), 1979
- Mujeres y agonías (cuentos), 1982
- Las sombras que perseguimos,1983
- Baraja de soledades, 1983
- Cosecha de pecadores, 1986
- La salamandra rosada, 1989
- El arcángel del perdón, 1990
- Mundo, demonio y mujer, 1991
- Los infiernos de la mujer y algo más...1992
- Flowering Inferno: Tales of Sinking Hearts (cuentos traducidos al inglés), 1994
- Tormy, la gata prodigiosa de Donaldito (cuento infantil), 1997
- Tejedoras de sueños vs. Realidad, 2003
- A la deriva del tiempo y de la historia, 2007
- De presagios y señales – Relatos del pasado azteca, 2011
- La espina perenne (novela en proceso)

### Contribuciones editoriales
- Los elementos terrestres de Eunice Odio (1984 y 1989)
- La palabra innumerable – Eunice Odio ante la crítica (2001), con Jorge Chen Sham

### Sobre su obra
- Juana A. Arancibia y Luis A. Jiménez, Eds. Protestas, interrogantes y agonías en la obra de Rima de Vallbona (colección de ensayos críticos), 1997
- Jorge Chen Sham, Ed., Nuevos acercamientos a la obra de Rima de Vallbona (Actas del Simposio-Homenaje), 2000
- Jorge Chen Sham, Radiografías del sujeto agónico: culpa y transcendencia en la novelística de Rima de Vallbona, 2001
- La obra de Rima de Vallbona es de clasificación crítica desde el año 2000

### Premios y reconocimientos recibidos
- Premio nacional de novela “Aquileo J. Echeverría” (1968) de Costa Rica
- “Jorge Luis Borges” de cuento (1977) de Argentina
- “Agripina Montes del Valle” de novela (1978) de Colombia
- “Prof. Lilia Ramos” de poesía infantil (1978) de Uruguay
- Premio Literario de SCOLAS (Southwest Conference of Latin American Studies, Estados Unidos) de 1982
- “Premio Áncora” por Las sombras que perseguimos, considerado “el mejor libro de ficción de 1984” en Costa Rica
- Subvención “Constantin” de la Universidad de Santo Tomás para escribir su tesis doctoral en 1980
- Condecoración con la medalla del servicio civil por S.M. el rey Juan Carlos de España por su labor cultural (1989)
- “Willie Velázquez - TV Canal 48”, galardón de excelencia por sus “sobresalientes servicios a la comunidad hispánica” (1991)
- Reconocimiento de excelencia como mujer hispánica de la Organización de Líderes Hispánicas de Houston, “por contribuciones significativas a la Comunidad Hispánica” (1993)
- Honor de ser iniciada en la “Galería de la Fama” (Hall of Fame) del Houston Hispanic Forum (1997)
- Miembro Correspondiente (2003) y Numerario (2012) de la Academia Norteamericana de la Lengua Española